# Pillitz Dániel
Pillitz Dániel (19. század) magyarországi rabbi és pedagógus. 

## Élete
Testvére Pillitz Benő (1825–1910) orvos, botanikus.
Székesfehérváron működött, majd 1843-tól 1847-ig Szegeden volt iskolaigazgató és rabbi. 1847. február 7-én a József nádor tiszteletére tartott gyászünnepségen nagyhatású gyászbeszédet tartott. Közvetlenül ezután lemondott az állásáról, mert 1845-ben Theodor Burger álnéven kiadott Der Talmud und die Perfectibilität des Mosaismus vom Standpuncte der Reform beleuchtet című műve rendkívül negatív visszhangot keltett, és az írás megítélésére felkért tekintélyes rabbik Pillitzet elítélték és a rabbihivatalra alkalmatlannak minősítették (noha Steinhard aradi és Schwab pesti főrabbik védelmére keltek). 
Megjelent művei közül a legfontosabbak:
- Der Talmud und die Perfectibilität des Mosaismus vom Standpuncte der Reform beleuchtet. Pest, 1845.
- Gyászbeszéd elhunyt cs.k. főherceg József, Magyarország dicső nádora tiszteletére
- Andachtsstunden für Israeliten beiderlei Geschlechtes (Pest, Heckenast, 1849)[1]
- Zur Schulenfrage der Israeliten in Ungarn, 1851